# Avicularia ancylochira
Avicularia ancylochira là một loài nhện trong họ Theraphosidae, thuộc chi Avicularia. Loài nhện này có ở Peru.